# Riku Kiri
Riku Kiri (nacido en 1963 en Kotka, Finlandia) es un deportista finlandés, conocido por competir en la competición de el hombre más fuerte del mundo en los años 90.
Kiri, de 1,94 m y alrededor de 140 kg se destaca especialmente en su fuerza estática, ha realizado grandes demostraciones como hacer peso muerto con una mano con 300 kg y realizar varios récords de strongman y powerlifting. En una exhibición, Riku Kiri se convirtió en el único ser humano en realizar seis repeticiones con 600 lb (272 kg) en press de banca.

## Lesiones
En el hombre más fuerte del mundo, Kiri sufrió varias lesiones. Incluso en las ocasiones en las cuales salió segundo y tercero (1993 y 1996 respectivamente), Kiri tuvo que luchar contra el dolor de las lesiones. En una competición en la cual se realizaba el evento de la paseo del coche, el representante de Riku Kiri, Markku Suonenvirta dijo: "El tobillo está roto, pero él es un chico duro". En la competición del hombre más fuerte del mundo de 1996 Kiri se estaba por enfrentar contra Magnús Ver Magnússon en las escaleras de fuerza, pero justo antes de comenzar el evento Kiri fue forzado a retirarse por el peligro de sus lesiones. En 1998 volvió a ocurrir lo mismo, y esa fue la última aparición de Riku Kiri en una competición de strongman.

## Vida personal
Riku Kiri está casado con su esposa llamada Elisabeth. Kiri, quien entrena con peso desde los siete años, seguramente pudo haber ganado el hombre más fuerte del mundo alguna vez de no haber sido por las lesiones.

## Resultados en el hombre más fuerte del mundo
- 1993 - 3.º
- 1994 - 3.º
- 1996 - 2.º
- 1997 - No logró clasificar para la final.
- 1998 - 6.º (lesionado)